# Cornelius van Wytfliet
Cornelius van Wytfliet (auch Cornelis van Wytfliet; * 1550 oder 1555; † vermutlich 1597) war ein flämischer Kartograf, der vor allem Karten der Neuen Welt verfasst hat.

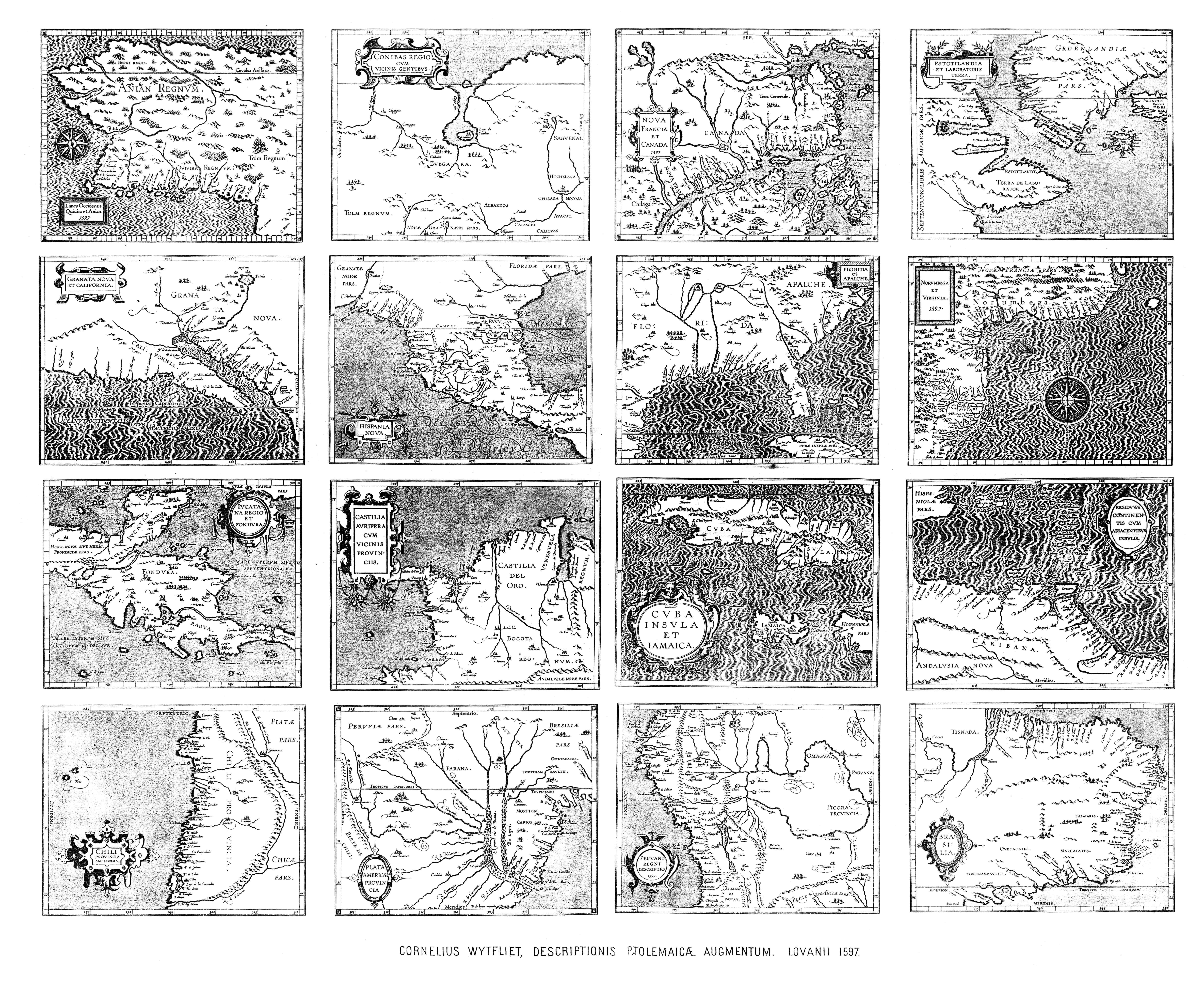
Karten Wytfliet (1597). Einige davon sind in dem Werk Gold des Kondors enthalten.

## Leben und Werk

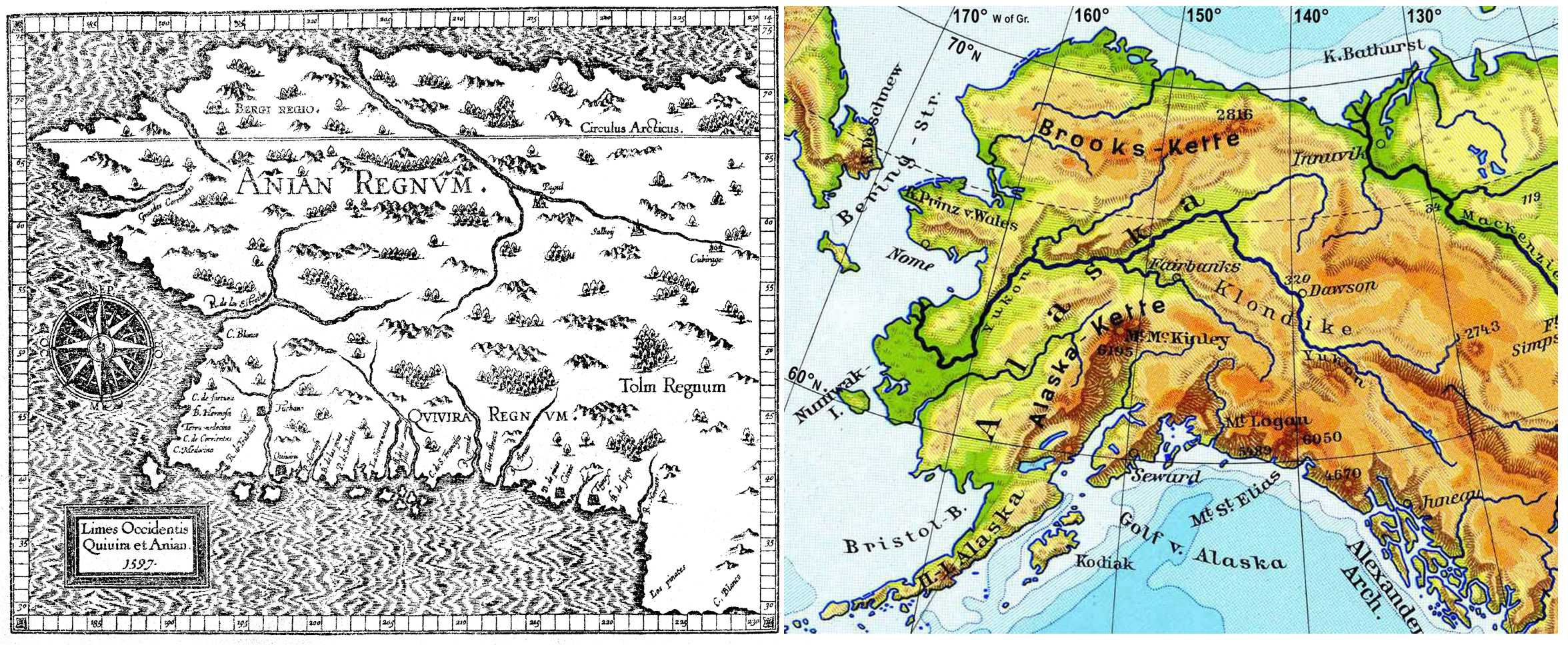
Karte von Alaska 1597 im direkten Vergleich zu einer modernen Karte. Woher v. Wytfliet die Existenz der Beringstraße und den Verlauf der Nordküste kannte, ist ungeklärt.

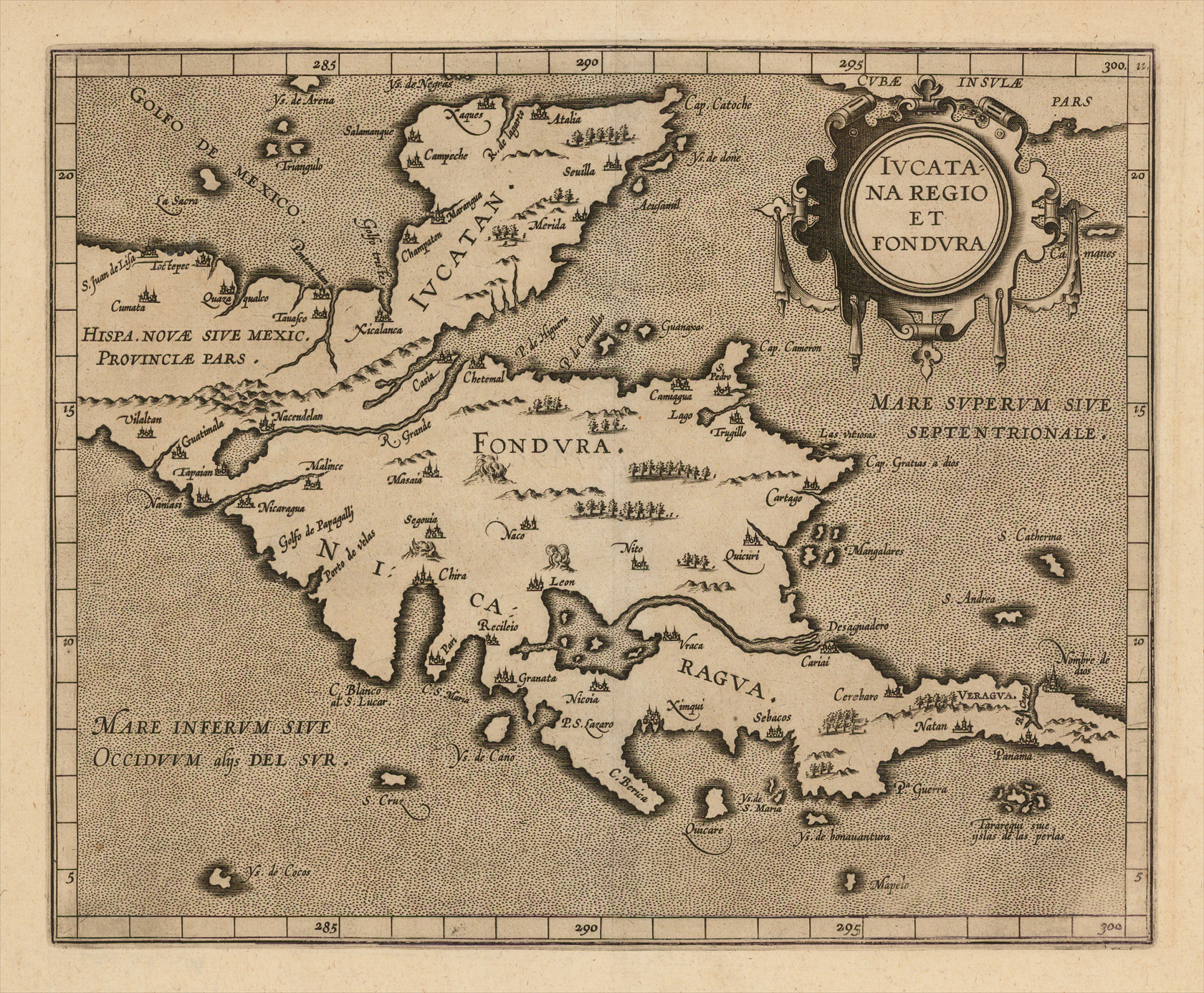
Diese Karte Wytfliets zeigt einen Teilabschnitt Mittelamerikas – der Atitlansee in Guatemala und der Nicaraguasee sind eingezeichnet.

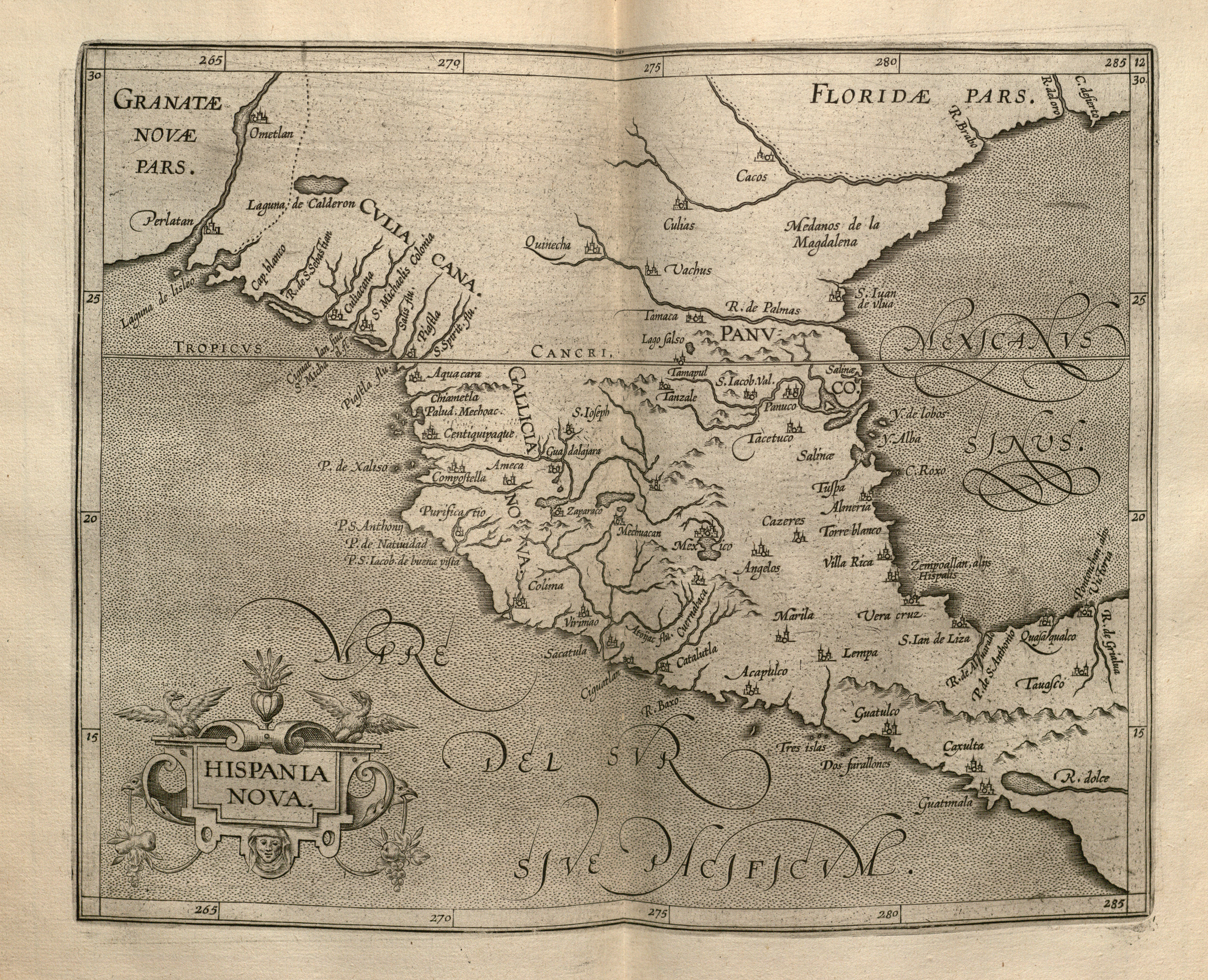
Karte des Neuspanien 1597

Van Wytfliet arbeitete als Sekretär des Rates von Brabant, der auch der oberste Gerichtshof des Herzogtums Brabant gewesen ist. Es ist unbekannt, wie er an Informationen über Amerika gelangte, er hat diese Länder nie bereist und sehr wahrscheinlich seine niederländische Heimat niemals verlassen. Seine Karten wurden mit großer Wahrscheinlichkeit von anderen Karten abgezeichnet und können aufgrund der handschriftlichen Vermerke ihm zugeordnet werden.
Seine 20 Karten der neuen Welt stellen verglichen mit anderen zeitgleichen Karten, mit großer Genauigkeit Südamerika, die karibischen Inseln, Mittelamerika und Nordamerika dar, – rätselhaft an Wytliets Werk ist, dass er Küstenverläufe oder auch Flussläufe relativ genau wiedergibt, die zum Zeitpunkt ihrer Entstehungsgeschichte – nach derzeitigem Wissenstand – von keinem Europäer jemals gesehen worden waren. Dies gilt vor allem für den nördlichen nordamerikanischen Küstenverlauf sowie für den antarktischen Kontinent.
Van Wytfielt fertigte auch einige Karten des Fernen Osten an, mindestens zwei verschiedene Darstellungen von Japan sind erhalten geblieben.
Er widmete seinen Atlas zur Entdeckung von Amerika König Philipp III. von Spanien, der damals auch über Brabant regierte. Er verfasste zu seinen im Atlas enthaltenen Karten auch Reiseberichte, die er vermutlich im Hafen von Antwerpen von Rückkehrern aus der Neuen Welt erzählt bekommen hat. Diese Berichte und seine 20 Karten veröffentlichte er in seinem mutmaßlichen Todesjahr 1597 unter dem Titel Atlas zur Entdeckung Amerikas. Dieser Atlant behandelt die Geschichte der ersten europäischen Begegnung mit der Neuen Welt und seinen Einwohnern, präsentiert eine relativ genaue Geographie der Neuen Welt und erzählt bisweilen phantasiereich die Naturgeschichte dieser neuen Länder. Neben den Berichten von Reisenden wertete van Wytfliet auch Schriften zeitgenössischer Autoren aus, die die Neue Welt bereist hatten. Genannt werden in diesem Zusammenhang José de Acosta, Richard Hakluyt, Theodore de Bry und Giovanni Battista Ramusio.
Ausgiebig schildert van Wytfielt die Geschichte der Entdeckungen und benennt auch namentlich einige Entdecker und Eroberer. Ausdrücklich spricht er Christoph Kolumbus den Ruhm der Entdeckung der neuen Welt ab und verweist auf spanische Schiffbrüchige, die den neuen Kontinent Jahre vor ihm erreicht hatten und auf ihrer Rückreise auf Madeira strandeten und dort alle im Haus des Columbus an Entkräftung starben. Von diesen hätte Columbus von der neuen Welt und der Distanz zum europäischen Kontinent erfahren. Wytfliet berichtet auch über friesische Fischer (vermutlich sind grönländische Wikinger gemeint) die angeblich 200 Jahre zuvor im Nordwesten des Atlantischen Ozeans große Ländereien entdeckt und besiedelt hätten. Als weitere Entdecker von einer als Estotiland bezeichneten nordamerikanischen Region (Ostküste Nordamerikas – Kanada – Hudson Bay) führt van Wytfliet die venezianischen Seefahrer Nicola und Antonius Zeno (1390). Daneben erwähnt er einen polnischen Seefahrer namens Johannes Scotius der 1486 nordamerikanische Küsten erforscht haben soll – gemeint war vermutlich der legendäre Entdecker Johannes Scolvus der in den 1470er Jahren die neue Welt bereist hat.

## Geschichte seines Atlas zur Entdeckung Amerikas

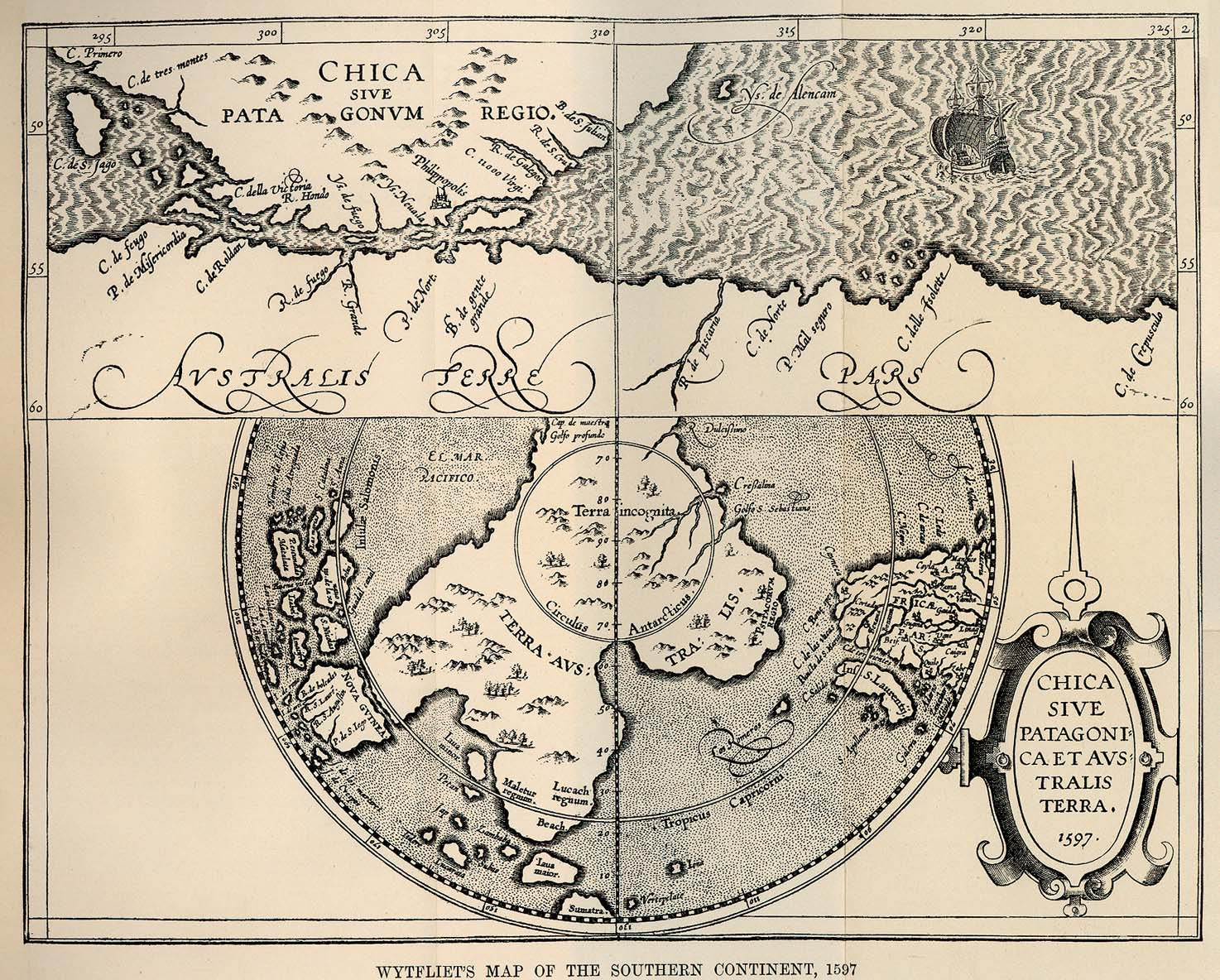
Der Südkontinent (Terra Australis-Antarktis) in Wytfliets Atlas von 1597.

Der Atlant wurde erstmals 1596 in lateinischer Sprache in Löwen gedruckt – 1597 folgte ebenfalls in Löwen ein Nachdruck in niederdeutscher Sprache. Deren Nachdruck erschien 1603 im französischen Douai und 1615 in Arnheim. Die erste französische Übersetzung erfolgte 1604 wieder in Douai, diese Ausgabe wurde 1607 und 1615 nochmals verlegt.
Die Kölner Plagiatoren lieferten bereits 1604 eine deutsche Übersetzung von Wytfliets Werk und kombinierten diese Übersetzung 1605 mit der deutschen Acosta-Übersetzung die in deutscher Sprache unter dem Titel America, Oder wie mans zu Teutsch nennet Die Neuwe Welt/ oder West India veröffentlicht worden ist. Durch diese Kombination erreichte dieses Buch laut dem Historiker Peter H. Meurer den Rang einer ersten Amerika-Enzyklopädie. 1991 wurde es von der Edition Erdmann im K. Thienemanns Verlag, im Gold des Kondors als zweites Buch wieder veröffentlicht.
Von den historischen Atlanten sind nur acht vollständige Exemplare erhalten. Einzelne Karten der originalen Druckauflagen werden heute im Kunsthandel angeboten.